# اوبل، بلغارستان
اوبل (به بلغاری: Obel) روستایی در بلغارستان است که در شهرستان بلاگووگراد واقع شده‌است. اوبل ۱۶٬۷۴۷ کیلومتر مربع مساحت و ۴۵ نفر جمعیت دارد و ۱٬۰۵۰ متر بالاتر از سطح دریا واقع شده‌است.